# Rue de Ponthieu
La rue de Ponthieu est une rue du 8e arrondissement de Paris.

## Situation et accès
Elle commence avenue Matignon et se termine rue de Berri.
Parallèle aux Champs-Élysées côté nord, elle en tient d'une certaine façon le rôle d'arrière-cour car plusieurs galeries marchandes font communiquer les deux voies. La rue de Ponthieu est notamment un des hauts lieux de la vie nocturne parisienne : on y trouve plusieurs boîtes de nuit célèbres, telles que Chez Régine.
Le dernier numéro impair est aujourd'hui le no 65 ; le dernier numéro pair est le no 90.
En 1855, le dernier numéro impair était le no 91 et le dernier numéro pair, le no 90.

## Origine du nom
Elle reçut son nom en référence au comté de Ponthieu qui faisait partie de l'apanage du comte d'Artois.

## Historique
À partir de 1640, l’espace compris aujourd’hui entre les rues du Colisée et de Berri, l'avenue des Champs-Élysées et la rue du Faubourg-Saint-Honoré fut occupé par la pépinière royale, qui fournissait les résidences royales en arbres, arbustes et fleurs. Elle fut désaffectée sous la Régence pour faire place à une opération de lotissement projetée par John Law mais qui ne fut pas réalisée.
Le terrain de la pépinière devint en 1755 la propriété du comte de Saint-Florentin, secrétaire d'État à la maison du Roi, qui le céda en 1764 à sa maîtresse, la comtesse de Langeac (1725-1778). Celle-ci le vendit en 1772 au comte d'Artois, frère cadet de Louis XVI. Des lettres patentes du 4 avril 1778 approuvèrent l'ouverture des rues de Ponthieu, Neuve-de-Berri (actuelle rue de Berri : le Berry appartenait à l'apanage du comte d'Artois, après avoir relevé du futur Louis XVI), Neuve-de-Poitiers (actuelle rue d'Artois ; en 1778, le comté de Poitou entra dans les possessions du comte d'Artois) et d'Angoulême-Saint-Honoré (actuelle rue La Boétie ; le duché d'Angoulême fut aussi dans l'apanage du comte d'Artois). La rue de Ponthieu rejoignait, parallèlement à l'avenue des Champs-Élysées, la rue d'Angoulême-Saint-Honoré à la rue Neuve-de-Berri.
Dès le 7 novembre 1778, de nouvelles lettres patentes autorisèrent la création d'une deuxième section de la rue entre la rue du Colisée et la rue d'Angoulême-Saint-Honoré. En dernier lieu, la partie située entre la rue du Colisée et l'avenue Matignon fut percée en 1784 sur les terrains du Colisée. Une décision ministérielle du 6 nivôse an XII (27 décembre 1803) confirma la largeur primitive de la rue soit 30 pieds.

## Bâtiments remarquables et lieux de mémoire
- À un numéro inconnu vécut William C. Bullitt durant les dernières années de sa vie[5].
- No 37 : le romancier Richard O'Monroy (1849-1916), pseudonyme de Jean-Edmond de l'Île de Falcon, vicomte de Saint-Geniès, habitait dans cet immeuble en 1910[4].
- No 49 : le 4 novembre 1950, Frede ouvre Le Perroquet Club en invitant Eartha Kitt qui chante pour la première fois de sa carrière C'est si bon. Ce club devient par la suite la discothèque Chez Régine, qui porte le nom de Régine.
- No 59 : dans les années 1900, chancellerie de la légation de Grèce[6].
- Dans les années 1920 s'y trouvait une école tenue par les Chanoinesses de Saint-Augustin de la congrégation Notre-Dame[7].

### Bâtiments détruits
- Du no 6 au no 10 : propriété du relieur Gilles Louis Deforge.
- No 38 : hôtel du duc de Brissac[8].
- No 51 : garage conçu par l'architecte Auguste Perret.
- No 55 : autrefois galeries des Champs-Élysées (salle de bals et de conférences)[9].
- No 57 : emplacement de l'hôtel particulier acquis en 1872 par l'industriel Alfred Sommier (1835-1908), acquéreur en 1875 du château de Vaux-le-Vicomte. Habité ensuite par son fils Edme Sommier (1873-1945) et la femme de ce dernier, née Germaine Casimir-Perier (1881-1968)[10], fille de Jean Casimir-Perier, président de la République française. La parcelle de terrain s'étendait jusqu'à l'avenue des Champs-Élysées (no 74).
- No 59 : habité par le marquis de la Soudière et Roger de Salverte[11].
- No 60 : hôtel du marquis de Maupeou[11].
- No 61 : la demi-mondaine Cora Pearl y a vécu dans les années 1860[12].
- No 62 : emplacement de l'hôtel d'Armand de Gramont (1854-1931), duc de Lesparre, fils d'Agénor de Gramont (1819-1880), duc de Gramont, et de son épouse Hélène Duchesne de Gillevoisin de Conegliano. Devenu ensuite un établissement scolaire[11]. Construit pour David Singer.
- No 66 : emplacement d'une maison appartenant à la cantatrice Rosine Laborde, qui y mourut en 1907. Elle eut pour élèves Marie Delna et Emma Calvé[10].
- No 70 : hôtel du Luart. Hôtel du duc de Montmorency[11]. Ancien club féminin Chez Jane Stick[13], jusqu'en 1944. La rue a aussi accueilli un autre cabaret lesbien, Le Carroll’s, géré par Frede, qui ferme en 1960[14].

### Évocation dans la littérature
Le roman de Laurence Cossé Un frère (Le Seuil, 1994) se déroule entièrement dans le cadre de la rue de Ponthieu (désignée comme la « rue de P. »). La description et l'exploration de la rue et de ses activités nocturnes y sont centrales.

### Habitants célèbres
- Gilles Louis Deforge, relieur de l'empereur Napoléon Ier, propriétaire des nos 6-10.
- Pierre Catrufo (1808-1853), peintre suisse, donne des cours de dessins dans son atelier (no 63).
- Cora Pearl (1835-1886), courtisane (no 61)[15].
- Paul Cololian (1869-1956), médecin, fondateur de la Croix-Rouge arménienne de Paris (no 37 bis).
- Louis Dulhom-Noguès (1889-1914), poète mort pour la France, né au no 7.
- Claude Sautet (1924-2000), réalisateur de cinéma, y occupait un petit studio où il concevait ses scénarios[16].
- Dalida (1933-1987), chanteuse et actrice, (no 67 en 1954)[17].
- Bhikaiji Cama (1905-1935), combattante indienne pour la liberté en exil. En 1905, Cama fonda la 'Paris Indian Society' (Société indienne de Paris) pour défendre l'autonomie de l'Inde. Elle fut emprisonnée par les autorités françaises pendant la Première Guerre mondiale.